# Isahakjan
Isahakjan – wieś w Armenii, w prowincji Szirak. W 2011 roku liczyła 824 mieszkańców.